# Katolicki Uniwersytet Karola Eszterházyego
Katolicki Uniwersytet Karola Eszterházyego (Eszterházy Károly Katolikus Egyetem) – węgierska publiczna uczelnia wyższa z siedzibą w Egerze.
Początki uniwersytetu sięgają XVIII wieku, kiedy to rozpoczęto przygotowania do utworzenia nowoczesnej uczelni oferującej kształcenie w dziedzinie prawa, filozofii, teologii i medycyny. W 1700 roku powstało Kolegium Teologiczne, w 1740 rozpoczęto nauczanie prawa, a w 1756 roku – filozofii. Za datę utworzenia uczelni uznaje się rok 1774, w którym oddano do użytku kompleks Lyceum, wybudowany na zlecenie biskupa Karola Eszterházyego, zdolny do pomieszczenia wszystkich planowanych jednostek. W 1777 roku, po wydaniu dokumentu Ratio Education, stanowiącego podstawę reform edukacyjnych prowadzonych przez Marię Teresę, nauczanie prawa i filozofii zostało wstrzymane w 1784 roku, a seminarium przeniesiono do Pesztu w roku 1786. Biskup Eszterházy nie zrezygnował jednak z planów utworzenia uczelni i w 1790 roku, po śmierci cesarza Józefa II, wznowił jej działalność.
W 1828 roku patriarcha László János Pyrker utworzył Kolegium Pedagogiczne, pierwszą instytucję kształcącą nauczycieli z węgierskim językiem wykładowym. W 1852 roku zostało ono przeniesione do budynku Lyceum, gdzie funkcjonowało jako Archidiecezjalne Kolegium Kształcenia Nauczycieli do roku 1948. W tym roku dołączono do niego studium pedagogiczne, utworzone w Debreczynie, i zmieniono nazwę na Kolegium Kształcenia Nauczycieli.
W 1990 roku kolegium przyjęło imię swojego fundatora, a także poszerzyło swoją ofertę edukacyjną o kierunki ogólne.
W grudniu 2015 roku decyzją węgierskiego parlamentu połączono dotychczasowe Kolegium Karola Eszterházyego, Kolegium Karola Roberta w Gyöngyös oraz Wydział Sztuki Użytkowej Uniwersytetu św. Stefana i tak powstał Uniwersytet Karola Eszterházyego.